# Louis-Henri de Bourbon-Soissons
Pour les articles homonymes, voir Louis Henri de Bourbon.
Louis Henri de Bourbon, né à Sedan en août 1640 et mort à Paris le 8 février 1703, dit le Chevalier de Soissons, est un enfant naturel issu de la maison de Condé.
Il est baron de Bonnétable, comte de Noyers, et il prend les titres de prince de Neuchâtel et Valangin, titres non effectifs, non reconnus par le roi, et n'impliquant aucune souveraineté (la principauté de Neuchâtel passe en fait au roi de Prusse). Il est aussi héritier du comté de Dunois et de la seigneurie de Coulommiers en tant que cousin de Marie de Nemours, née d'Orléans-Longueville, princesse de Neuchâtel et Valangin, duchesse d'Estouteville, comtesse de Saint-Pol, de Tancarville et de Dunois, dame de Coulommiers (morte en 1707), qui le favorise de toute sa bienveillance : il transmettra les comtés de Dunois et de Noyers ainsi que les baronnies de Coulommiers et de Bonnétable à sa descendance, les d'Albert de Luynes de Chevreuse.

## Biographie
Louis Henri est le fils naturel de Louis de Bourbon-Soissons (1604-1641), comte de Soissons, lui-même petit-fils du prince Louis Ier de Condé et de Françoise d'Orléans-Longueville (1549-1601) comtesse de Noyers. Il n'a qu'un an lorsque son père meurt à la bataille de la Marfée.
En 1643, il est légitimé grâce à la protection de sa bienfaitrice et cousine Marie d'Orléans-Longueville, qui lui léguera le comté de Dunois. En 1658, il reçoit le bénéfice d'abbé commendataire de l'abbaye Saint-Pierre de la Couture. Il est borgne (Archives des Affaires Étrangères, Mémoires et Documents France 213 fol. 160)

## Mariage et descendance
En 1694, il épouse à Paris Angélique de Montmorency-Luxembourg, fille du maréchal de Luxembourg, pair de France, et de Madeleine de Clermont-Tonnerre-Luxembourg. Née à Paris le 18 janvier 1666, elle y meurt, paroisse Saint-Sulpice, le 7 juin 1736 et lui donne deux filles :
- Louise Léontine (1696-1721), épouse en 1710 Charles Philippe d'Albert (1695-1758), duc de Luynes et de Chevreuse.
- Marie Anne Charlotte (1701-1711), mademoiselle d'Estouteville[1].

### Sources
- Patrick Van Kerrebrouck, La Maison de Bourbon, tome 2, 2004, p. 693-696.
- M. Guérard, « Noyers et ses anciens seigneurs », Annuaire historique du département de l'Yonne,‎ année 1854